# Siga Tandia
Siga Tandia (* 10. November 1987 in Paris) ist eine französisch-malische Fußballspielerin. Die Abwehrspielerin steht bei der ASJ Soyaux unter Vertrag und spielte kurzzeitig auch in der französischen Nationalmannschaft.

## Karriere
Tandia begann ihre Karriere 2002 bei Tremblay FC und wechselte im Sommer 2004 in die Jugend des FC Tours.
Nach zwei Jahren auf A-Jugend Ebene für den FC Tours wurde sie 2006 in das Zweitligateam befördert.
Nach zwei Spielzeiten mit 34 Einsätzen und zwei eigenen Toren wechselte Tandia 2008 in die Division 1 Féminine zur ASJ Soyaux, blieb auch dort, als die Elf nur in der zweiten Division vertreten war (2010/11 und 2012/13), und sie kommt für Soyaux, wo sie zur Spielführerin avancierte, auch in der Saison 2021/22 noch regelmäßig zum Einsatz.

### International
Am 28. Oktober 2009 debütierte sie in einem Spiel gegen Estland in der französischen Nationalmannschaft und nahm für Frankreich an der Sommer-Universiade 2009 in Belgrad teil. Im Mai 2010 bestritt sie ihr drittes und letztes A-Länderspiel.